# 王其淦
王其淦（？—？），江西庐陵人，清朝政治人物。
王其淦曾于1868年接替陈其元任南汇县知县一职，1869年由叶廷眷接任。